# Episodi di Gamers Mania (prima stagione)
La prima stagione della serie televisiva Gamers Mania è stata trasmessa in prima visione assoluta negli Stati Uniti dal canale pay Disney XD dal 22 luglio 2015.
In Italia la stagione va in onda in anteprima il 19 dicembre dello stesso anno sulla omonima versione italiana del canale, i restanti episodi dall'11 gennaio 2016.
| nº | Titolo originale                        | Titolo italiano                 | Prima TV USA      | Prima TV Italia |
| -- | --------------------------------------- | ------------------------------- | ----------------- | --------------- |
| 1  | Gamer's Guide to Pretty Much Everything | Gamers Mania                    | 22 luglio 2015    | 11 gennaio 2016 |
| 2  | The Gaming Club                         | Il club dei videogiochi         | 29 luglio 2015    | 12 gennaio 2016 |
| 3  | The Puddin' Party                       | Tutto per un budino             | 5 agosto 2015     | 13 gennaio 2016 |
| 4  | The Chair                               | La poltrona                     | 12 agosto 2015    | 14 gennaio 2016 |
| 5  | The Spirit Egg                          | L'uovo dello spirito            | 19 agosto 2015    | 15 gennaio 2016 |
| 6  | The Rival's Arrival                     | La rivale                       | 30 settembre 2015 | 18 gennaio 2016 |
| 7  | The Sponsor                             | Lo sponsor                      | 7 ottobre 2015    | 25 gennaio 2016 |
| 8  | The Driving Test                        | L'esame di guida                | 14 ottobre 2015   | 27 gennaio 2016 |
| 9  | The Psycho Zombie Bloodbath             | E' ora di affrontare gli zombie | 21 ottobre 2015   | 30 maggio 2016  |
| 10 | The Incident                            | La gara di ballo                | 28 ottobre 2015   | 13 giugno 2016  |
| 11 | The Prank of the Century                | Lo scherzo del secolo           | 4 novembre 2015   | 26 gennaio 2016 |
| 12 | The Odd Couple                          | La strana coppia                | 25 novembre 2015  | 3 giugno 2016   |
| 13 | The Longest Yard                        | La riconquista del record       | 2 dicembre 2015   | 1 giugno 2016   |
| 14 | The Penpal                              | L'amico di penna                | 27 gennaio 2016   | 2 giugno 2016   |
| 15 | The Asteroid Blasters                   | Esplosione di asteroidi         | 10 febbraio 2016  | 31 maggio 2016  |
| 16 | The Chillerz                            | I Panta-Fresh                   | 17 febbraio 2016  | 6 giugno 2016   |
| 17 | The Cabin                               | Programma Salva Amicizia        | 24 febbraio 2016  | 7 giugno 2016   |
| 18 | The Super Kart                          | I piloti improvvisati           | 2 marzo 2016      | 8 giugno 2016   |
| 19 | The Rock Band                           | I Pollici del Rock              | 9 marzo 2016      | 9 giugno 2016   |
| 20 | The Goat                                | Attenti alla capra              | 16 marzo 2016     | 10 giugno 2016  |
| 21 | The Escape Room                         | Fuga dalla camera               | 23 marzo 2016     | 14 giugno 2016  |

## Gamers Mania
Conor perde la finale di singolo del Campionato del Mondo di Gioco Pro perché si è torcito il pollice e se l'è rotto. Questo fa sì che i suoi ex sponsor si riprendano tutta la roba gratis che gli era stata data. La madre di Conor lo costringe a tornare a scuola, dove si fa tre nuovi amici. Il rapporto tra Conor e i suoi nuovi amici si rafforza. Conor si rende conto che preferirebbe tenerli e giocare in squadra nel Campionato del Mondo di Gioco Pro piuttosto che perdere la sua amicizia con uno qualsiasi di loro.
Le guest star: Joe Hursley nel ruolo di Mr. Spanks, Joseph Garrett nel ruolo di Stampy Cat

## Il club dei videogiochi
Connor convince il preside della scuola Nordahl a formare un club di gioco scolastico come mezzo per vincere i loro rivali scolastici in qualsiasi cosa. Tuttavia, i problemi sorgono quando il budget per l'educazione fisica viene utilizzato per finanziare il club. Nel frattempo, Wendell cerca di restituire un vecchio libro che deve alla biblioteca della scuola.
Le guest star: Paula Sorge come preside Nordahl, Lauren Pritchard come Janice, Matt Rife come Doyle O'Doyle

## Tutto per un budino
La vita di Wendell cade a pezzi dopo aver giocato troppo al Puddin' Party. Il resto del gruppo decide di porre fine a tutto questo. Ashley scopre che Wendell ha sprecato tutti i loro soldi del gioco. Trova un volantino su un concorso del Puddin' Party. Il premio del concorso è in contanti. Questo aiuterà il gruppo a recuperare il denaro sprecato. Wendell vince il concorso e la squadra si rallegra della vittoria.
Stella ospite: Alyvia Alyn Lind nel ruolo di Tina

## La poltrona
La squadra riceve una nuova sedia. Non sanno come condividerla, quindi hanno un concorso per determinare chi riceverà la nuova sedia. La regola del concorso è che nessuno può giocare ai videogiochi. Vince l'ultima persona che resta in piedi. Ashley viene eliminata per prima dopo che un evento di videogiochi si presenta nella loro scuola. Wendell viene eliminato quando deve scegliere tra non giocare ai videogiochi e ricevere un bacio da una ragazza. Infine, Conor viene eliminato dopo aver scoperto un problema tecnico in un gioco che gli piace. In seguito si scopre che sono stati ingannati da Franklin e che tutte quelle tentazioni che erano impossibili da ignorare erano sue.
Guest star: Paula Sorge come preside Nordahl

## L'uovo dello spirito
Connor e Wendell perdono lo Spirit Egg della scuola e presumono che la scuola rivale l'abbia rubato. I due si infiltrano nella scuola rivale, per poi ritrovarsi intrappolati. Nel frattempo, Franklin viene scelto per occuparsi dello Spirit Egg e si spinge troppo oltre.
Le guest star: Paula Sorge nel ruolo di Preside Nordahl, Troy Romzek nel ruolo di Rodney, Hope Hite nel ruolo di Leslie

## La rivale
La rivale di Connor, Lika, arriva in città come fidanzata di Wendell. Lika prende il controllo di Thumbs of Fury da Connor prima dell'annuncio ufficiale della squadra.
Le guest star: Boogie nel ruolo di Billy, Leah Lewis nel ruolo di Lika

## Lo sponsor
Thumbs of Fury ottiene il suo primo sponsor, ma a scapito dell'amico Franklin e della sua sostituzione. Nel frattempo, Franklin forma la sua squadra di gioco.
Le guest star: Boogie nel ruolo di Billy, Mark Gagliardi in quello di Larry Stone

## L'esame di guida
Dopo aver spaventato il vecchio istruttore di guida fino al pensionamento, Mr. Spanks prende il comando e dà a Connor un test di guida sleale. Nel frattempo, Ashley gareggia nel torneo femminile della città dove Wendell e Franklin vogliono farla imbrogliare per ottenere il premio finale.
Le guest star: Joe Hursley nel ruolo di Mr. Spanks, Lauren Pritchard nel ruolo di Janice, Julie Ouellette nel ruolo di Elsie

## È ora di affrontare gli zombie
Conor mette le mani su una copia del videogioco "Psycho Zombie Bloodbath", che è stato recentemente bandito dall'International Gaming Committee per essere troppo inquietante. Dopo aver giocato il gioco e rimanere svegli tutta la notte, Conor e la banda devono combattere contro gli zombie della vita reale nella loro scuola.
Le guest star: Joe Hursley nel ruolo di Mr. Spanks, Brian Michael Jones nel ruolo di Chad, Amanda Leighton nel ruolo di Emma

## La gara di ballo
Ashley fa erroneamente la ricompensa di una gara di ballo sponsorizzata da Billy a 50.000 dollari. Dopo l'annuncio al telegiornale, non si può più tornare indietro, quindi Ashley e Connor devono competere per recuperare i soldi e salvare Billy dal fallimento. Tuttavia, Connor ha un passato terribile con il ballo. Nel frattempo, Wendell si prende il merito per il "dipinto" di Franklin per impressionare l'insegnante d'arte Miss Dumpler. Tuttavia, Wendell e Franklin capiscono che il club dell'arte è una frode.
Le guest star: Boogie nel ruolo di Billy, Laura Coover nel ruolo di Miss Gnocco, Greg Perrow nel ruolo di Teddy "Bulldog" Thorton, Cory Smoot nel ruolo di Danny, Kimberly Dooley nel ruolo di Marla.

## Lo scherzo del secolo
Connor e Ashley ingannano Franklin facendogli credere di aver fatto un'acrobazia sopra una cascata. Franklin li riconquista facendogli credere di aver fatto l'acrobazia. Alla fine, però, glielo dicono, facendogli perdere la fiducia. Nel frattempo, Wendell pensa di aver ferito Jance che usa questo suo vantaggio.
Le guest star: Lauren Pritchard nel ruolo di Janice, Jordan Maron in quello di Captainsparklez

## La strana coppia
Quando Wendell salva la vita di Conor, Wendell ne approfitta per fargli eseguire vari compiti folli. Poi Wendell si trasferisce da Conor dopo che le termiti sono state trovate in casa sua. Nel frattempo, Franklin costa ad Ashley il suo lavoro quando chiede a Billy di darle un aumento del 100%. Franklin e Ashley escogitano un piano per farle riavere il lavoro facendo assumere da Billy qualcuno peggiore di lei. Sfortunatamente per loro, Stu, il nuovo impiegato, è eccellente nel suo lavoro, ma anche questo diventa terribile quando fa sì che il ristorante di Billy sia pieno di gente. Dopo che Stu ha sentito per caso Franklin, Ashley e Billy che parlavano di farlo licenziare da Ashley, lui si è licenziato e Ashley ha riavuto il suo lavoro con un aumento del 10%, che Billy le aveva originariamente offerto. Altrove, Conor perde la testa e chiede a Franklin di comportarsi come se anche le termiti avessero attaccato casa sua per convincere Wendell ad andarsene. Funziona, ma poi un ventilatore da soffitto quasi cade su Conor e Franklin gli salva la vita, facendo sì che il ciclo si ripeta.
Stella ospite: Boogie come Billy

## La riconquista del record
A causa di un incidente durante una partita del campionato di stato di calcio, una volta all'anno è la settimana dei freak e Mr. Spanks dà agli studenti e ai docenti una punizione senza alcun motivo, come ad esempio uno studente che sorride semplicemente. Conor va a trovare il Coach Wilson e gli chiede di far giocare Mr. Spanks alla prossima partita perché è rimasto fuori dal primo anno, il che significa che gli rimaneva ancora l'idoneità. In seguito Conor e Ashley fanno un piano per aiutare Mr. Spanks a riguadagnare la sua fiducia in cambio dell'annullamento di tutte le punizioni che ha scontato. Nel frattempo, Wendell è geloso del fatto che Franklin sarà la mascotte della scuola. Franklin in seguito fa un lungo applauso per Janice, ma Wendell arriva e si schianta con un applauso migliore e Janice fa di lui la mascotte. Tuttavia, Wendell finisce in un costume sporco quando Franklin rivela che il fantastico costume che indossava è stato fatto da lui e da sua madre. Nel frattempo, mentre Conor e Ashley aiutano Mr. Spanks, lui continua a trovare scuse patetiche sul perché non può partecipare al gioco, come il fatto di non essere in grado di calciare il pallone come si deve, ma Ashley gli parla e lui recupera la sua fiducia. Più tardi, durante la partita, Janice rivela di aver lasciato che Wendell fosse la mascotte, in modo che venisse fischiato. Mr. Spanks viene poi messo in gioco, ma fa il doppio gioco con Conor quando si rifiuta di annullare le detenzioni che ha rifiutato. Purtroppo per Mr. Spanks, viene placcato da tutti in campo, facendo sì che Mr. Spanks si rompa le gambe e che il ciclo si ripeta. Conor e Ashley chiedono poi a Mr. Spanks se va bene andare ad una festa su uno yacht e portare tutti; quando lui dice di no, lo fraintendono intenzionalmente e dicono a tutti che la detenzione è finita.
Le guest star: Joe Hursley nel ruolo di Mr. Spanks, Lauren Pritchard nel ruolo di Janice, Randy McPherson nel ruolo di Coach Wilson

## L'amico di penna
Dopo aver aiutato erroneamente una persona a fuggire di prigione, Connor e Franklin capiscono che la persona non è così spaventosa. Lo aiutano a dimostrare la sua innocenza ingannando il Rainmaker per fargli rivelare che ha rubato le carte più potenti in un gioco di carte ospitato dal Ciad. Connor deve essere il nerd che partecipa al torneo. Nel frattempo, Wendell e Ashley finiscono per essere influenzati da Billy. I due tentano di farsi schifo a vicenda, ma scoprono che si è trattato di un errore di comprensione.
Le guest star: Boogie nel ruolo di Billy, Brian Michael Jones in quello di Chad, David Neher in quello di Rainmaker, Coleton Ray in quello di Donny.

## Esplosione di asteroidi
La banda ha erroneamente rotto una macchina per l'addestramento alla simulazione durante un tour scolastico in un campo spaziale. Lavorano al campo per pagare i danni. Tuttavia, un asteroide si avvicina alla Terra e i lavoratori del centro di controllo si ammalano a causa del cibo di Billy. La banda viene lasciata a salvare il mondo dall'asteroide con i cannoni (simili a un videogioco che hanno già giocato in precedenza) controllati dal centro.
Le stelle ospiti: Lauren Pritchard nel ruolo di Janice, Shulie Cowen in quello di Dottie

## I Panta-Fresh
Conor e i suoi amici appariranno sulla copertina di una rivista di giochi. Devono promuovere un prodotto chiamato Gamer Grips. Tuttavia, presto scoprono che i guanti fanno cadere tutto dalle loro mani, così decidono di non promuoverlo. La loro rivale, Lika, decide di promuovere il prodotto e ruba il loro posto sulla copertina della rivista. In risposta, il team di Conor decide di promuovere un altro prodotto, i Chillerz, che stanno facendo una campagna pubblicitaria ancora più grande. Ma i pantaloncini cominciano a non funzionare bene, causando un gran freddo, così nell'intervista in diretta decidono di raccontare i suoi pericoli. Nel frattempo, Lika viene interrogata in merito alle Gamer Grips, che sono state scoperte a causare un temporaneo restringimento della mano, ma lei continua a negarlo nonostante l'evidenza.
Special guest star: Mark Edward Fischbach nel ruolo di Markiplier
Ospiti: Leah Lewis nel ruolo di Lika, Kerri Medders in quello di Zoe

## Programma Salva Amicizia
Per risolvere i problemi di amicizia tra Wendell e Franklin, Connor li porta in una capanna per un'esperienza di legame, ma finiscono per combattere un vero orso. Nel frattempo, Ashley aiuta Billy a preparare il ristorante per un programma televisivo in visita.
Le guest star: Boogie nel ruolo di Billy, Daran Norris nel ruolo di Jefferson Landry, Matt Shea nel ruolo di Ziggy Monroe

## I piloti improvvisati
Dopo che Franklin ha perso un "super" kart contro alcuni studenti della scuola rivale, Ashley deve costruire un kart per poter gareggiare con la scuola rivale come mezzo per recuperare il "super" kart. Nel frattempo, Wendell cerca di impedire a Janice e a suo cugino di innamorarsi.
Le guest star: Lauren Pritchard nel ruolo di Janice, Kyle More nel ruolo di Dwayne Ruckus, Troy Romzek nel ruolo di Rodney, Hope Hite nel ruolo di Leslie

## I Pollici del Rock
La banda forma Thumbs of Rock, una rock band ispirata a un gioco di rock band. Entrano in un talent show e finiscono per entrare nel personaggio; Ashley vuole diventare cantante solista e Wendell si comporta come un hippie. Sciolgono la band, Connor e Spanks (manager della band) riuniscono la band all'ultimo minuto per partecipare al talent show.
Le guest star: Joe Hursley nel ruolo di Mr. Spanks, David Neher in The Rainmaker, Jeremiah Birkett Bryan Colgate

## Attenti alla capra
Connor si mette nei guai con Spanks e finisce a badare alla sua capra come punizione. Nel frattempo, Wendell e suo cugino Dawyne trovano un lavoro per distruggere una fontana. Tuttavia, Ashley crede che la fontana sia magica e che non debba essere distrutta. I fratelli usano l'esplosivo per distruggere la fontana, ma la capra mangia parte dell'esplosivo. Connor deve salvare la capra dall'esplosione.
Le stelle ospiti: Joe Hursley nei panni di Mr. Spanks, Kyle More nei panni di Dwayne Ruckus

## Fuga dalla camera
La banda entra nella sfida della stanza di fuga del Ciad. Fuggono dalla sfida e recuperano una valigetta di soldi. Iniziano a spendere il denaro, ma presto imparano dal Ciad che il premio in coupon ai giochi e non in denaro. Tentano di restituire il denaro ma imparano che appartiene a un signore del crimine che li insegue. Devono fuggire attraverso la stanza della fuga con l'aiuto di Ashley.

Le guest star: Brian Michael Jones nel ruolo di Chad, Lou George nel ruolo di Winthrop, Michael Wayne Foster nel ruolo di Viktor, Bruno Gunn nel ruolo di Karl.